# King of da Ghetto
King of da Ghetto – trzeci solowy album amerykańskiego rapera Z-Ro.

## Lista utworów
| #  | Tytuł                   | Wykonawca                   |
| -- | ----------------------- | --------------------------- |
| 1  | "I Found Me"            | Z-Ro, Trae                  |
| 2  | "Block Bleeder"         | Z-Ro, Den Den               |
| 3  | "Wonder If I'm Blessed" | Z-Ro                        |
| 4  | "Gripping Grain"        | Z-Ro, Den Den               |
| 5  | "Haters Song"           | Z-Ro, Tra, Slimm Chance     |
| 6  | "Passenger Side"        | Z-Ro                        |
| 7  | "In My Prime"           | Z-Ro, Trae                  |
| 8  | "Real Niggaz"           | Z-Ro                        |
| 9  | "Wake Up"               | Z-Ro, Mussilini             |
| 10 | "Friends"               | Z-Ro, Den Den, Slimm Chance |
| 11 | "All Fall Down"         | Z-Ro, Den Den               |
| 12 | "Pain"                  | Z-Ro                        |
| 13 | "Sunshine"              | Z-Ro                        |